# Лондонське королівське астрономічне товариство
Ло́ндонське королі́вське астрономі́чне товари́ство (англ. Royal Astronomical Society, RAS) — наукове товариство, засноване як Астрономічне товариство в Лондоні 1820 року для підтримки астрономічних досліджень (що того часу здійснювали здебільшого «джентльмени астрономії», а не фахівці). Статусу королівського товариство набуло 1831 року, отримавши Королівську хартію від Вільгельма IV. Додаткова хартія 1915 року відкрила шлях до участі жінок. Товариство представляє Велику Британію у Міжнародному астрономічному союзі і є членом Ради з питань науки, а також заохочує і сприяє вивченню астрономії, інших наук про сонячну систему, геофізики та суміжних галузей наук.

## Членство
Товариство налічує понад 3000 членів, майже третина з яких мешкає поза межами Великої Британії. Внаслідок того, що товариство засновано у часи, коли професійних астрономів майже не було, ніякої формальної кваліфікації не вимагали. Членство відкрите для будь-яких осіб, старших 18 років, які вважаються прийнятними для спільноти. Але приблизно три чверті членів є професійними астрономами чи геофізиками.
Близько чверті членів живуть за межами Великобританії.
У 2009 році була започаткована ініціатива для тих, хто цікавиться астрономією та геофізикою, але не має професійної кваліфікації чи спеціальних знань у цьому предметі. Такі люди можуть приєднатися до Друзів РАН, які пропонують бесіди, візити та соціальні заходи.

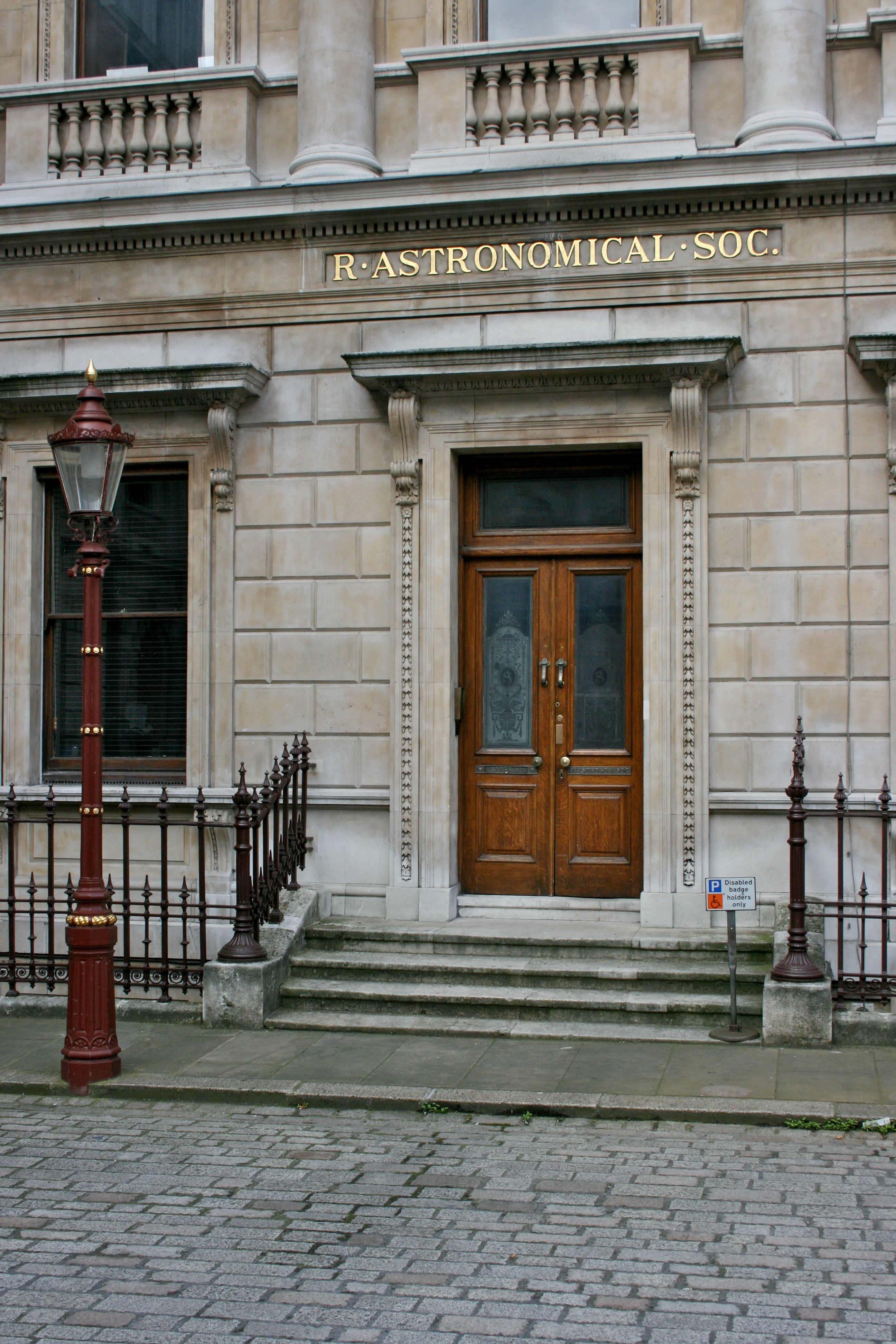
Вхід до Королівського астрономічного товариства

## Зустрічі
Товариство регулярно організує зустрічі-дискусії на теми астрономії та геофізики, які зазвичай відбуваються в Лондоні другої середи кожного місяця з вересня по червень. Також спонсорує національну зустріч астрономів, що відбувається кожної весни. Іноді відбуваються зустрічі в різних куточках Великої Британії.

## Публікації
Одним з головних видів діяльності товариства є публікація реферованих журналів. Наразі видаються два журнали, які є світовими лідерами щодо первинних досліджень:
- з астрономії: Monthly Notices of the Royal Astronomical Society (MNRAS) (видається з 1827 року). Попри свою назву («Щомісячні повідомлення королівського астрономічного товариства») він не є щомісячним і не містить повідомлень товариства. Журнал публікує рецензовані листи та звіти про оригінальні дослідження у відповідній галузі. Протягом 1960—1996 років виходив під назвою Quarterly Journal of the Royal Astronomical Society (QJRAS).
- з геофізики: Geophysical Journal International (GeoJI). Під такою назвою видається з 1989 року, але нумерація продовжує видання Geophysical Journal (GeoJ: 1958—1988). Наразі видання здійснюється спільно з Німецьким геофізичним товариством.

## Бібліотека
Товариство має колекцію книг та журналів з астрономії та геофізики, що повніша за бібліотеки більшості університетів та дослідницьких інститутів. Бібліотека товариства отримує близько 300 періодичних видань з астрономії та геофізики та містить понад 10 000 книг: від науково-популярних до матеріалів спеціалізованих конференцій. Її колекція рідкісних книг з астрономії розташована окремо — у королівській обсерваторії в Единбурзі. Бібліотека є великим ресурсом не лише для самого товариства, але й для широкої спільноти астрономів, геофізиків та істориків.

## Нагороди та відзнаки
Найвищою нагородою товариства є Золота медаль Королівського астрономічного товариства.
Інші нагороди:
- Медаль Еддінгтона
- Медаль Гершеля
- Медаль Чепмена (англ. Chapman Medal)
- Медаль Пріса (Price Medal)
- Медаль Джексона-Гвілта (Jackson-Gwilt Medal)

Лекції:
- Лекції Гарольда Джефрі (англ. Harold Jeffreys Lectureship) з геофізики
- Лекції Джорджа Дарвіна (George Darwin Lectureship) з астрономії
- Лекції Джеральда Вітроу (Gerald Whitrow Lectureship) з фізичної космології